# Bezirk Santa Isabel
Santa Isabel ist ein Bezirk (distrito) der Provinz Colón in Panama. Die Einwohnerzahl betrug laut Volkszählung 2023 4111.

## Gliederung
Der Bezirk Santa Isabel ist administrativ in folgende Corregimientos unterteilt:
- Palenque
- Cuango
- Miramar
- Nombre de Dios
- Palmira
- Playa Chiquita
- Santa Isabel
- Viento Frío